# شب‌پره زیربال‌سرخ
شب‌پره زیربال‌سرخ (نام علمی: Catocala nupta)، پروانه‌ای از خانواده شاپرکان جغدی عنکبوتی (Erebidae) است. این گونه برای اولین بار توسط کارل لینه در ۱۷۶۷ نسخه دوازدهم Systema Naturae توصیف شد.
شب‌پره زیربال‌سرخ، شب‌پرۀ نوشمالگانی بزرگی با پهنه بال ۸۰ میلی‌متر است.